# Johan Gustaf Bonde
Johan Gustaf Bonde af Björnö, född 29 juli 1733 i Sankt Petersburg, död 14 november 1796 i Dörarps församling, Kronobergs län, var en svensk hovfunktionär.

## Biografi
Johan Gustaf Bonde af Björnö föddes 1733 i Sankt Petersburg. Han var son till landshövdingen Nils Bonde af Björnö i Södermanlands län och Magdalena Elisabet von Dreijern. Bonde blev 27 oktober 1747 student vid Uppsala universitet. Han blev 23 juni 1761 kammarherre hos drottningen och sedan hovmarskalk. Bonde avled 1796 på Toftaholm.

### Egendom
Bonde ägde Toftaholm i Dörarps socken.

### Familj
Bonde gifte sig 3 december 1771 på Hedenlunda i Vadsbro socken med friherrinnan Charlotta Fredrika Hamilton af Hageby (1751–1813), dotter till hovmarskalken friherre Carl Fredrik Hamilton af Hageby och friherrinnan Helena Margareta Wrangel af Adinal. De fick tillsammans barnen Magdalena Margareta Bonde (1773–1811) som var gift med generallöjtnanten greve Hampus Elof Mörner af Morlanda, överstekammarjunkaren Nils Bonde (1774–1838) och ryttmästaren Carl Fredrik Bonde (1777–1806) vid Mörnerska husarerna.